# Elecciones municipales de 2023 en Navarra
Las elecciones municipales de 2023 en la Comunidad Foral de Navarra se celebraron el 28 de mayo, junto con las del Parlamento Foral. En la mayor parte de los municipios navarros, como en las pasadas elecciones de 2019, se impuso en votos Unión del Pueblo Navarro, ya sin liderar la coalición Navarra Suma, que se rompió antes de las elecciones. Por número de concejales, EH Bildu fue el partido que más obtuvo, consiguiendo 345 de los 1810 en juego.

## Resultados electorales

### Resultados globales
| ← Elecciones municipales de 2023 en la Comunidad Foral de Navarra → |         |           |            |            |
| Partido                                                             | Votos   | Variación | Porcentaje | Concejales |
| Participación                                                       | 329.471 | 4,01%     | 67,79%     | 1.810      |
| Voto en blanco                                                      | 8.038   | 0,3%      | 2,48%      | -          |
| Votos nulos                                                         | 6.280   | 0,56%     | 1,9%       | -          |
| Primeros partidos:                                                  | -       | -         | -          | -          |
| UPN                                                                 | 81.680  | -         | 25,27%     | 246        |
| EH Bildu                                                            | 68.980  | 1,6%      | 21,34%     | 345        |
| PSN                                                                 | 50.769  | 1,45%     | 15,7%      | 227        |
| GBai                                                                | 19.331  | 0,08%     | 5,98%      | 45         |
| PPN                                                                 | 18.917  | -         | 5,85%      | 36         |
| Contigo-Zurekin                                                     | 13.244  | -         | 4,09%      | 21         |

### Resultados en las cabezas de los partidos judiciales de cada Merindad
En la siguiente tabla se muestran los resultados electorales de los municipios de Pamplona, Tudela, Estella, Sangüesa y Tafalla.
| Municipio        | Municipio              | Alcalde y gobierno municipal saliente                                                 | Partido  | Votos  | %      | Concejales | +/–   | Alcalde y gobierno municipal electo                                                        |
| ---------------- | ---------------------- | ------------------------------------------------------------------------------------- | -------- | ------ | ------ | ---------- | ----- | ------------------------------------------------------------------------------------------ |
|                  | Pamplona 27 concejales | - Alcalde: Enrique Maya (Na+) - Gobierno municipal: Na+                               | UPN      | 30.691 | 30,03% | 9          | Nuevo | - Alcaldesa: Cristina Ibarrola (UPN) - Gobierno municipal: UPN                             |
| EH Bildu         | Pamplona 27 concejales | - Alcalde: Enrique Maya (Na+) - Gobierno municipal: Na+                               | 27.752   | 27,4%  | 8      | 1          |       | - Alcaldesa: Cristina Ibarrola (UPN) - Gobierno municipal: UPN                             |
| PSN              | Pamplona 27 concejales | - Alcalde: Enrique Maya (Na+) - Gobierno municipal: Na+                               | 15.850   | 15,64% | 5      | 0          |       | - Alcaldesa: Cristina Ibarrola (UPN) - Gobierno municipal: UPN                             |
| PPN              | Pamplona 27 concejales | - Alcalde: Enrique Maya (Na+) - Gobierno municipal: Na+                               | 8.526    | 8,41%  | 2      | Nuevo      |       | - Alcaldesa: Cristina Ibarrola (UPN) - Gobierno municipal: UPN                             |
| GBai             | Pamplona 27 concejales | - Alcalde: Enrique Maya (Na+) - Gobierno municipal: Na+                               | 7.654    | 7,55%  | 2      | 0          |       | - Alcaldesa: Cristina Ibarrola (UPN) - Gobierno municipal: UPN                             |
| CN-ZN            | Pamplona 27 concejales | - Alcalde: Enrique Maya (Na+) - Gobierno municipal: Na+                               | 5.228    | 5,16%  | 1      | Nuevo      |       | - Alcaldesa: Cristina Ibarrola (UPN) - Gobierno municipal: UPN                             |
| VOX              | Pamplona 27 concejales | - Alcalde: Enrique Maya (Na+) - Gobierno municipal: Na+                               | 2.938    | 2,9%   | 0      | 0          |       | - Alcaldesa: Cristina Ibarrola (UPN) - Gobierno municipal: UPN                             |
|                  | Tudela 21 concejales   | - Alcalde: Alejandro Toquero (Na+) - Gobierno municipal: Na+                          | UPN      | 7.420  | 43,25% | 11         | Nuevo | - Alcalde: Alejandro Toquero (UPN) - Gobierno municipal: UPN                               |
| I-E-Pod.-Bat.-AV | Tudela 21 concejales   | - Alcalde: Alejandro Toquero (Na+) - Gobierno municipal: Na+                          | 4.191    | 24,43% | 6      | Nuevo      |       | - Alcalde: Alejandro Toquero (UPN) - Gobierno municipal: UPN                               |
| PSN              | Tudela 21 concejales   | - Alcalde: Alejandro Toquero (Na+) - Gobierno municipal: Na+                          | 2.403    | 15%    | 3      | 0          |       | - Alcalde: Alejandro Toquero (UPN) - Gobierno municipal: UPN                               |
| PPN              | Tudela 21 concejales   | - Alcalde: Alejandro Toquero (Na+) - Gobierno municipal: Na+                          | 1.291    | 7,52%  | 1      | Nuevo      |       | - Alcalde: Alejandro Toquero (UPN) - Gobierno municipal: UPN                               |
| VOX              | Tudela 21 concejales   | - Alcalde: Alejandro Toquero (Na+) - Gobierno municipal: Na+                          | 849      | 4,94%  | 0      | 0          |       | - Alcalde: Alejandro Toquero (UPN) - Gobierno municipal: UPN                               |
| EH Bildu         | Tudela 21 concejales   | - Alcalde: Alejandro Toquero (Na+) - Gobierno municipal: Na+                          | 472      | 2,75%  | 0      | Nuevo      |       | - Alcalde: Alejandro Toquero (UPN) - Gobierno municipal: UPN                               |
|                  | Estella 17 concejales  | - Alcalde: Koldo Leoz Garciandia (EH Bildu) - Gobierno municipal: EH Bildu            | UPN      | 2.342  | 36,83% | 7          | Nuevo | - Alcaldesa: Marta Ruiz de Alda (UPN) - Gobierno municipal: UPN                            |
| EH Bildu         | Estella 17 concejales  | - Alcalde: Koldo Leoz Garciandia (EH Bildu) - Gobierno municipal: EH Bildu            | 1.741    | 27,38% | 5      | 1          |       | - Alcaldesa: Marta Ruiz de Alda (UPN) - Gobierno municipal: UPN                            |
| PSN              | Estella 17 concejales  | - Alcalde: Koldo Leoz Garciandia (EH Bildu) - Gobierno municipal: EH Bildu            | 710      | 11,16% | 2      | 1          |       | - Alcaldesa: Marta Ruiz de Alda (UPN) - Gobierno municipal: UPN                            |
| GBai             | Estella 17 concejales  | - Alcalde: Koldo Leoz Garciandia (EH Bildu) - Gobierno municipal: EH Bildu            | 470      | 7,39%  | 1      | 0          |       | - Alcaldesa: Marta Ruiz de Alda (UPN) - Gobierno municipal: UPN                            |
| CN-ZN            | Estella 17 concejales  | - Alcalde: Koldo Leoz Garciandia (EH Bildu) - Gobierno municipal: EH Bildu            | 408      | 6,41%  | 1      | Nuevo      |       | - Alcaldesa: Marta Ruiz de Alda (UPN) - Gobierno municipal: UPN                            |
| PPN              | Estella 17 concejales  | - Alcalde: Koldo Leoz Garciandia (EH Bildu) - Gobierno municipal: EH Bildu            | 329      | 5,17%  | 1      | Nuevo      |       | - Alcaldesa: Marta Ruiz de Alda (UPN) - Gobierno municipal: UPN                            |
| IXEL             | Estella 17 concejales  | - Alcalde: Koldo Leoz Garciandia (EH Bildu) - Gobierno municipal: EH Bildu            | 245      | 3,85%  | 0      | Nuevo      |       | - Alcaldesa: Marta Ruiz de Alda (UPN) - Gobierno municipal: UPN                            |
|                  | Tafalla 17 concejales  | - Alcalde: Jesús Arrizubieta (EH Bildu) - Gobierno municipal: EH Bildu + ImporT + I-E | EH Bildu | 1.649  | 30,46% | 6          | 1     | - Alcalde: Xabier Alcuaz (EH Bildu) - Gobierno municipal: EH Bildu + ImporT + CN-ZN + GBai |
| UPN              | Tafalla 17 concejales  | - Alcalde: Jesús Arrizubieta (EH Bildu) - Gobierno municipal: EH Bildu + ImporT + I-E | 1.268    | 23,42% | 4      | Nuevo      |       | - Alcalde: Xabier Alcuaz (EH Bildu) - Gobierno municipal: EH Bildu + ImporT + CN-ZN + GBai |
| PSN              | Tafalla 17 concejales  | - Alcalde: Jesús Arrizubieta (EH Bildu) - Gobierno municipal: EH Bildu + ImporT + I-E | 1.047    | 19,34% | 4      | 1          |       | - Alcalde: Xabier Alcuaz (EH Bildu) - Gobierno municipal: EH Bildu + ImporT + CN-ZN + GBai |
| ImporT           | Tafalla 17 concejales  | - Alcalde: Jesús Arrizubieta (EH Bildu) - Gobierno municipal: EH Bildu + ImporT + I-E | 518      | 9,56%  | 1      | 1          |       | - Alcalde: Xabier Alcuaz (EH Bildu) - Gobierno municipal: EH Bildu + ImporT + CN-ZN + GBai |
| CN-ZN            | Tafalla 17 concejales  | - Alcalde: Jesús Arrizubieta (EH Bildu) - Gobierno municipal: EH Bildu + ImporT + I-E | 454      | 8,38%  | 1      | Nuevo      |       | - Alcalde: Xabier Alcuaz (EH Bildu) - Gobierno municipal: EH Bildu + ImporT + CN-ZN + GBai |
| GBai             | Tafalla 17 concejales  | - Alcalde: Jesús Arrizubieta (EH Bildu) - Gobierno municipal: EH Bildu + ImporT + I-E | 294      | 5,43%  | 1      | 0          |       | - Alcalde: Xabier Alcuaz (EH Bildu) - Gobierno municipal: EH Bildu + ImporT + CN-ZN + GBai |
| PPN              | Tafalla 17 concejales  | - Alcalde: Jesús Arrizubieta (EH Bildu) - Gobierno municipal: EH Bildu + ImporT + I-E | 115      | 2,12%  | 0      | Nuevo      |       | - Alcalde: Xabier Alcuaz (EH Bildu) - Gobierno municipal: EH Bildu + ImporT + CN-ZN + GBai |
|                  | Sangüesa 11 concejales | - Alcaldesa: Lucía Echegoyen Ojer (APS) - Gobierno municipal: APS                     | AISS     | 1.162  | 47,12% | 5          | 0     | - Alcalde: Javier Solozábal (AISS) - Gobierno municipal: AISS                              |
| EH Bildu         | Sangüesa 11 concejales | - Alcaldesa: Lucía Echegoyen Ojer (APS) - Gobierno municipal: APS                     | 977      | 39,61% | 5      | 3          |       | - Alcalde: Javier Solozábal (AISS) - Gobierno municipal: AISS                              |
| PSN              | Sangüesa 11 concejales | - Alcaldesa: Lucía Echegoyen Ojer (APS) - Gobierno municipal: APS                     | 221      | 8,96%  | 1      | 1          |       | - Alcalde: Javier Solozábal (AISS) - Gobierno municipal: AISS                              |